# Rockchip RK3588

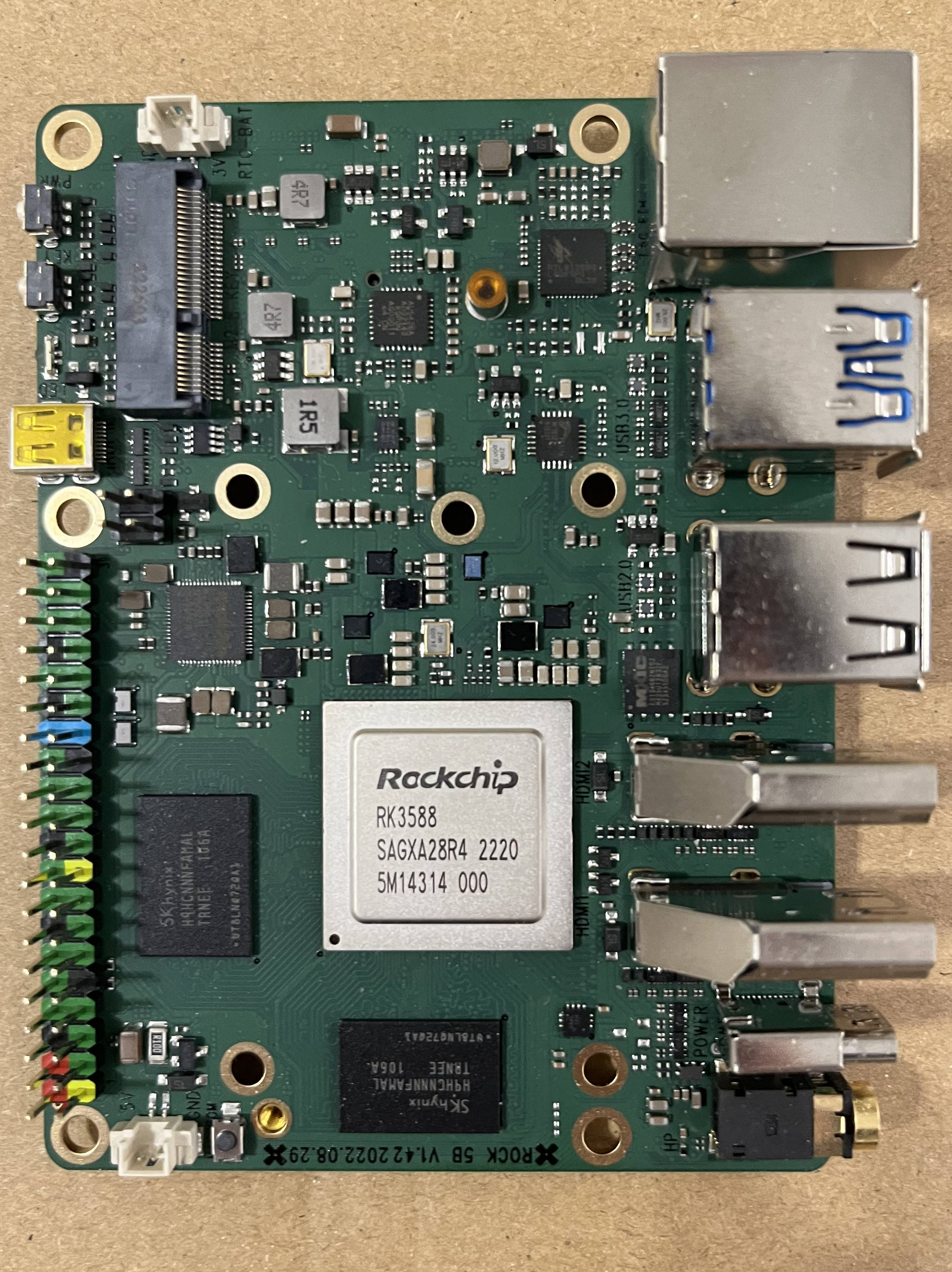
Radxa Rock 5 model B équipée d'un RK3588

Le RK3588 est un processeur tout en un (SoC), dérivé de la famille d'architecture ARM produit par Rockchip. Utilisant un process 8 nm, il comporte 8 cœurs en configuration DynamiqIQ 4 + 4, avec 4 cœurs Cortex-A76 à 2,4/2,6 GHz et 4 Cortex-A55 à 1,8 GHz. Il comporte également un NPU 2.0, supporte le décodage vidéo 8K, 60 FPS suivant les codecs AVS3, H.266 (VVC) et AV1,. Il est confirmé en décembre 2021 et devrait être disponible, ainsi que des cartes SBC par Pine64 et Radxa, le comportant pour début 2022. Il est présenté comme comportant un GPU ARM Mali G610MP4 de la série Odin, supporte jusqu'à 32 Go de RAM LPDDR4/4x ou 5, un bus PCIe 3.0, ainsi que SATA 3.0 (multiplexé en PCIe 2.0). Deux ports HDMI 2.1, DisplayPort et MiPi peuvent être utilisés.

## Appareils utilisant ce SoC
La carte ROCK5 Model B supporte de 4 à 16 Go de RAM, 2 ports HDMI en sortie et 1 en entrée. Les annonces de cartes utilisant ce processeur s'enchaînent, Radxa ROCK5 Model B, Banana Pi (dans sa catégorie BPI-R2 Pro) composé d'une carte fille SO-DIMM Banana Pi RK3588 CV1 et d'une carte mère,, Firefly ITX3588J, Mixtile Blade 3, Mekotronics R58X et version économique R58, Pine64 Quartz Pro 64.
Radxa sort en juillet 2024 la carte Rock 5 ITX, équipée de ce SoC, au format mini-ITX.
Le boîtier industriel 1U Mekotronics R58 comporte deux entrées HDMI et 12 sorties HDMI en 4K se basant sur les possibilités de sortie vidéo de SoC RK3588.

## Support logiciel
Un premier lot de patch noyaux pour son support est proposé à la communauté Linux le 4 mai 2022.
Collabora travail au support open source du boot du SoC et complète la majorité du support du boot en février 2024, ainsi que du GPU ARM Mali 610 d'architecture Mali 10e génération, Valhall dans la couche d'accélération graphique Mesa 3D au sein du pilote Panfrost, lui permettant de passer le test OpenGL ES 3.1 du Khronos Group en juillet 2024.
La distribution BreadOS, dérivé d'Arch Linux, est spécialisée sur les cartes utilisant le RK3588.

## Variantes
En janvier 2021, Rockchip annonce la variante RK3588s, une version allégée davantage orientée vers l'embarqué. Un bus CAN est ajouté, mais le bus PCIe 3.0 et d'autres périphériques ne sont pas supportés dans cette version. La carte Firefly ROC-RK3588S-PC, pouvant supporter jusqu'à 32 Go de RAM, est la première à l'utiliser.
Une variante RK3588M est à destination des automatismes et de l'automobile. Elle supporte l'entrée de 16 caméras. Il est adapté aux fonctionnement de deux systèmes d'exploitations différents, un pour les tâches critiques tel que le contrôle automobile, et un autre orienté vers l'infotainment, intégrés à l'habitacle pour les passagers